# 北京地铁20号线
北京地铁20号线（又称R4线）是一条规划中的北京地铁线路。
该线路一期北段全长21.3公里。设站5座，分别为管庄路西口站、3号航站楼站、中德产业园站、临河站、燕京桥站。远期规划长度约120公里（包括前往大兴新城西片区的支线），其中主线约98.1公里（大兴机场站-顺义站）。

## 历史
2020年11月10日，北京市规划和自然资源委员会顺义分局发布工作动态，推进包括20号线顺义段在内的轨道交通前期工作。
2022年1月11日，20号线一期确认为《北京市轨道交通第三期建设规划》包含的10个建设项目之一。
2022年7月8日，《北京市轨道交通第三期建设规划（2022-2027年）》环境影响评价第二次公示发布，20号线一期（北段）被列为其中的11个建设项目之一。20号线一期（北段）南起管庄路西口站，北至临河站，线路全长约19.0公里，设站4座。此外，20号线一期南段（新媒体产业基地-生物医药基地西）以19号线南延支线的名义同时被列入第三期建设规划。
2024年2月2日，北京市公共资源交易服务平台发布了R4线一期北段的勘察及土建工点设计招标公告，设站仍然为管庄路西口、3号航站楼、中德产业园、临河（仅该站为地上站），车辆基地亦位于临河。R4线一期南段（19号线南延支线）的勘察及土建工点设计招标公告也于同日发布，南段计划设置生物医药基地西、首医大、芦城南、芦城北、金星西路、高米店西、高米店南、新媒体产业基地等车站；其中，生物医药基地西、首医大、芦城南、芦城北为地上车站，金星西路、高米店西、高米店南、新媒体产业基地为地下车站。
2024年4月26日，北京市基础设施投资有限公司在其官网公示了R4线一期北段线路一体化规划方案。R4线一期北段线路全长约21.3公里，其中地下线13.4公里，高架线7.9公里。设计最高运行速度120km/h，初、近期采用A型车4辆编组，远期采用A型车6辆编组。共设车站5座，分别是管庄路西口站、3号航站楼站、中德产业园站、临河站、燕京桥站，均为新建车站。计划在顺义仁和组团以北地区新建车辆基地1处。该线路建成后，近期拟与3号线互联互通。
2024年6月17日，北京地铁R4线一期北段进行第一次环评公示，公示内容与线路一体化规划方案的内容基本一致。同年8月27日，R4线一期北段工程开始第二次环评公示。根据环评征求意见稿，R4线一期北段近期将与3号线和12号线互联互通；同时确定临河站仍为该线一期北段唯一一座高架站；另外，北段车辆基地的名称初步定为“庄头村车辆基地”，位于顺义区减河北侧，用地面积24公顷，定位为架修段。
2025年2月6日，北京地铁R4线一期北段正式版环境影响评价报告发布。环评大部分内容与此前的征求意见稿基本一致。但在列车选型和编组方面，R4线一期北段计划使用市域A型车，初期、近期为4节编组，远期为4节、6节编组混跑。次日，R4线一期北段部分标段的监理资格预审公告和施工资格预审公告对外发布，包括顺义站预留工程。5月9日，涉及3号航站楼站相关标段的监理资格预审公告和施工资格预审公告对外发布。

## 车站
| 分期                                                                                 | 站名[1]        | 里程（米） | 站间距（米） | 换乘[2]           | 行政区 | 开通日期 | 站台设计       | 开门方向 |
| ------------------------------------------------------------------------------------ | -------------- | ---------- | ------------ | ----------------- | ------ | -------- | -------------- | -------- |
| 北延伸                                                                               | 順義           |            |              | 15号线            | 順義区 | 規劃中   |                |          |
| 一期北段                                                                             | 燕京橋         |            |              | 不適用            | 順義区 | 招標中   | 地下岛式站台   | 左側     |
| 一期北段                                                                             | 臨河           |            |              | 不適用            | 順義区 | 招標中   | 高架侧式站台   | 右側     |
| 一期北段                                                                             | 中德產業园     |            |              | 不適用            | 順義区 | 招標中   | 地下岛式站台   | 左側     |
| 一期北段                                                                             | 3號航站樓      |            |              | S6号线 首都机场线 | 順義区 | 招標中   | 地下混合式站台 |          |
| 一期北段                                                                             | 管莊路西口     |            |              | 3号线             | 朝陽区 | 招標中   | 地下双岛式站台 | 右側     |
| 中段為遠期規劃，途經朝陽站、紅廟、永安里、北京站、磁器口、天橋、洋橋、南苑、團河等地 |                |            |              |                   |        |          |                |          |
| 一期南段（19號線代建）                                                               | 新媒体产业基地 |            |              | 19号线            | 大興区 | 規劃中   | 地下双岛式站台 |          |
| 一期南段（19號線代建）                                                               | 高米店南       |            |              | 大兴线            | 大興区 | 規劃中   | 地下           |          |
| 一期南段（19號線代建）                                                               | 高米店西       |            |              | 不適用            | 大興区 | 規劃中   | 地下           |          |
| 一期南段（19號線代建）                                                               | 金星西路       |            |              | 不適用            | 大興区 | 規劃中   | 地下           |          |
| 一期南段（19號線代建）                                                               | 蘆城北         |            |              | 不適用            | 大興区 | 規劃中   | 高架           |          |
| 一期南段（19號線代建）                                                               | 蘆城南         |            |              | 不適用            | 大興区 | 規劃中   | 高架           |          |
| 一期南段（19號線代建）                                                               | 首醫大         |            |              | 不適用            | 大興区 | 規劃中   | 高架           |          |
| 一期南段（19號線代建）                                                               | 生物醫藥基地西 |            |              | 不適用            | 大興区 | 規劃中   | 高架           |          |
| 注释                                                                                 |                |            |              |                   |        |          |                |          |
| 1 斜体标示的车站尚未启用；车站未最终定名。 2 斜体标示的换乘尚未启用。                |                |            |              |                   |        |          |                |          |